# Nocek orzęsiony
Nocek orzęsiony (Myotis emarginatus) – gatunek ssaka z podrodziny nocków (Myotinae) w obrębie rodziny mroczkowatych (Vespertilionidae).

## Taksonomia
Gatunek po raz pierwszy zgodnie z zasadami nazewnictwa binominalnego opisał w 1806 roku francuski przyrodnik Étienne Geoffroy Saint-Hilaire, nadając mu nazwę Vespertilio emarginatus. Holotyp pochodził z podziemi fortu de Charlemont, w Givet, w Ardenach, w północnej Francji. Podgatunek po raz pierwszy zgodnie z zasadami nazewnictwa binominalnego opisał w 1875 roku irlandzki zoolog George Edward Dobson, nadając mu nazwę Vespertilio desertorum. Okaz typowy pochodził z Jalk, w Beludżystanie, w Pakistanie.
Myotis emarginatus należy do podrodzaju Chrysopteron. Ostatnie badania genetyczne umiejscawiają ten gatunek jako takson siostrzany M. tricolor, oba tworzą grupę siostrzaną z M. goudotii i M. scotti, a ten podklad jest spokrewniony z innym składającym się z M. bocagii, M. formosus i M. welwitschii. Populacje ze środkowej Azji są czasami wyróżniane jako podgatunek turcomanicus. Autorzy Illustrated Checklist of the Mammals of the World rozpoznają dwa podgatunki.

### Etymologia
- Myotis: gr. μυς mus, μυός muos „mysz”; ους ous, ωτος ōtos „ucho”[19].
- emarginatus: łac. emarginatus „rozszerzony”, od emarginare „zapewnić margines”, od margo, marginis „granica, krawędź”[20].
- desertorum: łac. desertorum „z pustyni”, od desertum „pustynia”, od deserere „porzucić”[21].

## Zasięg występowania
Nocek orzęsiony występuje w Eurazji i Afryce zamieszkując w zależności od podgatunku:
- M. emarginatus emarginatus – Europa i północna Afryka, w tym większość większych wysp Morza Śródziemnego, na wschód do Kaukazu i Bliskiego Wschodu.
- M. emarginatus desertorum – Azja na wschód od Kaukazu.

W Europie Środkowej występuje m.in. w Czechach i na Słowacji. Północna granica jego występowania przebiega przez południowy skraj Polski. W Polsce jest gatunkiem bardzo rzadkim i stwierdzanym tylko sporadycznie. W 2010 r. został stwierdzony na Żywiecczyźnie w Lipowej u wschodnich podnóży Beskidu Śląskiego.

## Morfologia
Długość ciała (bez ogona) 41–54 mm, długość ogona 38–46 mm, długość ucha 15–17 mm, długość tylnej stopy 9–11,5 mm, długość przedramienia 36,1–44,7 mm; masa ciała 5,5–15,5 g. Futro na grzbiecie brązowe,włosy są trójbarwne, a na brzuchu jasne z szarobrązowymi lub brązowymi końcówkami. Skrzydła szerokie. Cechą charakterystyczną tego gatunku jest wyraźne wycięcie na zewnętrznym brzegu ucha, sięgające połowy jego długości. Wymiar koziołka nożowatego osiąga ponad połowę długości ucha tego nietoperza. Błona skrzydłowa dochodząca do nasady palców stopy. Ostroga sięga do połowy lub dwóch trzecich odległości między piętą a ogonem. Brzeg błony ogonowej między ostrogą a ogonem jest porośnięty nielicznymi miękkimi, długimi włosami. Płatka brak. Koniec ogona wystaje z błony ogonowej na około 1 mm. Wzór zębowy: I {\displaystyle {\tfrac {2}{3}}} C {\displaystyle {\tfrac {1}{1}}} P {\displaystyle {\tfrac {3}{3}}} M {\displaystyle {\tfrac {3}{3}}} = 38. Kariotyp wynosi 2n = 44, FNa = 50 (Hiszpania) i FNa = 52 (Czechy, Słowacja i Grecja).

## Tryb życia
W okresie letnim nocek orzęsiony jest związany z terenami wyżynnymi i leśnymi. Latem spotykany jest głównie na strychach budynków, zimą w jaskiniach. Poluje latając w pobliżu koron drzew lub krzewów, podobnie jak nocek Natterera. Ofiary chwyta w locie lub zbiera z powierzchni roślin. Najdłuższy obserwowany wiek w warunkach naturalnych to 22 lata i 8 miesięcy.

## Ochrona
W Polsce jest objęty ścisłą ochroną gatunkową oraz wymagający ochrony czynnej, dodatkowo obowiązuje zakaz fotografowania, filmowania lub obserwacji, mogących powodować płoszenie lub niepokojenie.